# Moloko plus
moloko plus — российский контркультурный альманах, выходящий с 2015 года. В альманахе поднимаются темы терроризма, наркотиков, сексуальных и гендерных свобод, территориальных конфликтов, революционных преобразований, убийц и тюремного заключения. Тексты из номеров «moloko plus» и мероприятия, связанные с альманахом неоднократно привлекали внимание сотрудников российских правоохранительных органов.
Название альманаха является прямой отсылкой к одноименному напитку из романа «Заводной апельсин» Энтони Бёрджесса.

## История создания
В 2015 году на своей личной странице журналист Павел Никулин запустил краудфандинг для выпуска контркультурного журнала на тему насилия. В ходе краудфандинга удалось собрать 100 тысяч рублей на издание первого выпуска альманаха.

## Журнализм
В декабре 2016 года журналистка moloko plus Александрина Елагина получила премию «Редколлегия» за текст «Непрерывный терроризм», опубликованный в первом выпуске альманаха.

## Преследование
В июле 2018 года в Краснодаре перед презентацией альманаха на журналистов проекта было совершено нападение, а в ходе презентации полиция изъяла издания. Спустя полтора года полиция вернула материалы, не выявив в издании экстремистского содержания, при этом виновные в нападении на журналистов найдены не были.
В сентябре 2018 года полицейские Нижнего Новгорода сорвали презентацию альманаха moloko plus и отправили изъятые издания на экспертизу по экстремизму по итогам заявления активиста НОД Романа Овсянникова.
В феврале 2019 года на презентацию альманаха в Орле пришла полиция и изъяла три экземпляра альманаха moloko plus «Революция».
В марте 2019 года полиция сорвала открытую лекцию moloko plus в Минске, задержав двух участников проекта и изъяв тираж альманаха для проверки на признаки экстремизма. Эксперты не выявили признаков экстремизма в предоставленных материалах.

## Список альманахов moloko plus
| Номер | Название       | Дата выхода     |
| ----- | -------------- | --------------- |
| 1     | Терроризм      | Сентябрь 2016   |
| 2     | Наркотики      | Август 2017     |
| 3     | Революция      | Май 2018        |
| 4     | Патриархат     | Март 2020       |
| 5     | Ненависть      | Март 2021       |
| 6     | Территории I*  | Декабрь 2021    |
| 7     | Территории II* | Январь 2022     |
| 8     | Тюрьма         | Июль 2022       |
| 9     | IX             | Февраль 2023    |
| 10    | Государство    | Май 2023        |
| 11    | Тело***        | Ноябрь 2023     |
| 12    | Дух***         | Сентябрь 2024** |
| 13    | Вымирание      | Июнь 2025       |

*Номера 6-7 с 2024 года выходят в виде номера-перевертыша под одной обложкой.
**Номер 12 вышел мини-тиражом из-за форс-мажора типографии.
***Номера 11-12 с 2025 года выходят в виде номера-перевертыша под одной обложкой.

## Проекты альманаха
В 2020 году команда альманаха moloko plus совместно с шведским журналом Brand запустила онлайн-платформу smallmedia.io — проект про малые медиа.
Ответственный секретарь проекта Павел Никулин выступал с лекцией о малых медиа в рамках «Антиуниверситета».
moloko plus выступает информационным партнером международного медиапроекта RAD DOX в России.
В начале 2024 города альманах moloko plus и издательство directio libera объявили о слиянии. 